# Robbie Wessels
Pour les articles homonymes, voir Wessels.
Robert Albert Wessels (né le 30 octobre 1980 à Kroonstad) est un célèbre chanteur et acteur d'Afrique du Sud.

## Biographie
Il s'inscrit à la Hoërskool Strand (l'École secondaire de Strand) ; puis, il étudie la dramaturgie au Technikon de Pretoria (aujourd'hui l'université de technologie de Tshwane).
Il obtient son diplôme en 2002, après quoi il s'investit dans le monde du divertissement. Peu après, on lui offre l'occasion de prendre le rôle d'Anton dans la pièce radiophonique de RSG Blinkwater. Son premier rôle est celui de Poena Pieterse dans Gauteng alêng-alêng, une série télévisée du genre comique, une émission de la SABC. En 2005, Huisgenoot le nomme « Beste Nuweling » (« Meilleur débutant ») de l'industrie musicale afrikaans. En 2006, le même magazine hebdomadaire nomme sa chanson Leeuloop (La Marche du lion) chanson de l'année. Elle est montrée à la télévision avant et pendant les matchs de rugby à domicile dans le cadre d'une campagne publicitaire de l'opérateur de télécommunications Vodacom.
En 2014 sort le clip vidéo All Blacks vs. All Blacks (Tous les Noirs opposés à Tous les Noirs), controversé pour certains, car Wessels y figure comme ouvrier agricole, avec d'autres, à l'arrière d'un pick-up conduit par un patron noir. Le clip sort au moment où le gouvernement annonce une réforme agraire par laquelle tous les agriculteurs commerciaux seraient contraints de céder la moitié de leurs fermes aux ouvriers agricoles.

## Discographie
- My Vissermanvriend se pa (Le Père de mon ami, le pêcheur), 2005
- Halley se komeet (La Comète de Halley), 2007
- Afrika sonsak (Coucher de soleil africain), 2009
- Kaalvoet (Pieds nus), 2011
- Alles wat ek het (Tout ce que j'ai), 2014

### Vidéos de chansons de Robbie Wessels
- Player 23
- Liewe ouers
- Die Coach Se Speech
- All blacks vs All Blacks

## Filmographie
Films où Wessels joue un rôle :
- Poena is koning (Poena est roi), 2007
- 'n Saak van geloof (Une question de foi), 2011
- 100 meter leeuloop (100 mètres de la marche du lion ), 2013
- As jy sing (Si tu chantes), 2013